# Dreams (canción de The Cranberries)
«Dreams» —en españolː Sueños— es una canción de la banda de rock irlandesa The Cranberries. Publicada inicialmente el 29 de septiembre de 1992 por Island Records, fue el sencillo debut de la agrupación y el primero encargado de promocionar Everybody Else Is Doing It, So Why Can't We?, el primer álbum de estudio de la banda.
Grabada durante 1992 en los famosos estudios Windmill Lane en Irlanda, fue escrita por Dolores O'Riordan y Noel Hogan, siendo producida por Stephen Street.
El tema al igual que el álbum tuvo poca acogida en primera instancia,  pero debido al enorme éxito que consiguió «Linger», el sencillo posterior, se decidió relanzar «Dreams» en abril de 1994 alcanzando el top 40 en el Billboard Hot 100 en Estados Unidos y el puesto 27 en la lista de sencillos del Reino Unido y a la posteridad se convirtió en uno de los mayores éxitos de la banda.
En octubre de 2016 a la agrupación se les otorgó un Premio BMI debido a que «Dreams» había alcanzado tres millones de reproducciones en la radio estadounidense.

## Historia y grabación
«Dreams», que fue escrita por Dolores O'Riordan y Noel Hogan, trata acerca de una primera experiencia amorosa. Sobre este significado O'Riordan dijo: «Escribí esta canción que trata sobre mi primer amor cuando vivía en Irlanda. Significa el cómo se siente estar realmente enamorada por primera vez».
Fue grabada en 1992 en los estudios Windmill Lane, en Dublín, Irlanda, durante las sesiones de Everybody Else Is Doing It, So Why Can't We?, siendo producida por Stephen Street junto con el resto del álbum. Los coros masculinos que aparecen al final de la canción fueron acreditados a Mike Mahoney, novio de O'Riordan durante aquella época.
Tras la muerte de O'Riordan en 2018, Noel Hogan dijo lo siguiente para New Musical Express:

Es sólo desde que Dolores falleció que he adquirido una verdadera apreciación por canciones como «Linger» y «Dreams». Para nosotros eran solamente un par de canciones más en nuestro set list; todos se volvían locos con ellas. Y ahora, cuando las escucho, me doy cuenta de lo grandiosas que fueron para alguien tan joven, algo que nunca, nunca aprecié hasta hace un año. Debemos haberlas tocado un millón de veces en nuestras vidas, pero ahora las siento como algo diferente. Somos muy afortunados de haber logrado eso, de tener ese legado.

En 2017, la banda volvió a grabar la canción en una versión acústica, que fue incluida en su álbum Something Else, publicado durante ese año.

## Publicación y rendimiento en las listas
Publicada inicialmente en 1992 tanto la canción como el álbum tuvieron poca acogida en las listas musicales. Luego de que el disco fuese publicado en Estados Unidos logrando un enorme éxito gracias al sencillo «Linger», se decidió relanzar «Dreams» en 1994, obteniendo una enorme acogida en comparación con su lanzamiento original. En Estados Unidos logró posicionarse en tres listados del Billboard: el número 42 en el Hot 100, el 15 en el Alternative Songs y el 33 en el Mainstream Top 40; alcanzó el puesto 27 en la Lista de sencillos del Reino Unido, además de los primeros 30 puestos en Canadá y Australia. Su mayor éxito lo logró en su natal Irlanda, al posicionarse en el número 9 de la Lista de sencillos de Irlanda.
Tras el deceso de O'Riordan a principios de 2018, la canción volvió a las listas musicales de varios territorios, entre ellos Suiza, Polonia e Italia. En Irlanda llegó al número 24, mientras que en Estados Unidos alcanzó el puesto 16 del Billboard Digital Songs y la posición número 7 del Billboard Hot Rock Songs.

### Formatos físicos y lados-B
Island Records editó la canción en diversos formatos físicos: Sencillo en CD, vinilo de 7" y 12", casete y VHS; en varios de ellos se incluyeron dos lados-B: «What You Were» y «Liar», los que en años posteriores pasarían a formar parte de la edición especial de Everybody Else Is Doing It, So Why Can't We? Una reedición especial del sencillo en CD solo incluyó temas grabados en directo en 1993 en Record Plant, en Los Ángeles. En 1993 en Estados Unidos se publicó un casete promocional que además contenía extractos de las canciones «Sunday», «Linger» y «How», mientras que en Reino Unido fue el único país en que se editó un VHS; en dicho territorio, el sencillo fue certificado con el disco de plata por la Industria Fonográfica Británica tras vender más de 200.000 ejemplares.

## Recepción de la crítica
Las críticas para la canción por parte de medios especializados fueron positivas: en retrospectiva, Ned Raggett, de AllMusic, la describió como «un número rápido y cargado que combina la tensión discreta y el rock completo».
Luego del fallecimiento de O'Riordan, varios medios recodaron la canción con elogios: Andy Cush, de Spin, la llamó «una perfecta canción de rock», además de ser «uno de los mejores sencillos que se hayan escuchado en las radios durante los '90». Chris Mundy, en su artículo para RollingStone, escribió que «'Dreams' hipnotizó a los oyentes con su belleza simplista», mientras que Andrew Unterberger, de Billboard, la calificó como «una de las más grandes canciones de todos los tiempos» y el sitio español Jenesaispop la ubicó en el puesto número dos de su lista «Las 40 mejores canciones de The Cranberries y Dolores O’Riordan», sólo por detrás de «Linger», destacando en la reseña: «El cristalino punteo, la toma vocal, la melodía y la batería vital son puro amor en esta canción sobre la que hay pocas anécdotas que contar, pero habla por sí sola».

## Vídeos musicales
Hay tres versiones del vídeo musical; la primera fue dirigida por John Maybury; en ella se ve a Dolores O'Riordan luciendo el peinado que se ve en la portada del álbum Everybody Else Is Doing It, So Why Can't We? El vídeo gira en torno a O'Riordan con los otros miembros de la banda, apareciendo de manera intermitente a lo largo del vídeo, mientras ella está sentada en una silla con una cruz en la espalda o un primer plano de su cara y sus ojos. El vídeo muestra una imagen reflejada de Dolores para mostrar que hace las voces de fondo y hacia el final de este, los miembros de la banda aparecen y desaparecen constantemente delante de O'Riordan.
La segunda versión, cuya dirección estuvo a cargo de Peter Scammell, fue grabada en septiembre de 1992. Muestra al grupo interpretando la canción en un ambiente acuático con temas con poca luz, intercalados con planos de flores geométricas que golpean el agua.
El tercer vídeo musical fue dirigido por Nico Soultanakis, siendo este el que más rotación tuvo en Estados Unidos. Se ve a la banda interpretando la canción en un club nocturno. Después de lo cual Dolores O'Riordan se dirige a una casa donde unos huaqueros vestidos de negro han colocado una gran pila de un árbol. Dolores baña la pila de árbol en agua y un hombre está enterrado debajo de esta. El agua lo libera y en los últimos segundos del vídeo el hombre se despierta.

## Lista de canciones
| Sencillo en CD en Reino Unido, Europa, Australasia y vinilo de 12" 1. «Dreams» - 4:15 2. «What You Were» - 3:41 3. «Liar» - 2:21 Sencillo en CD de 4 pistas en Estados Unidos 1. «Dreams» - 4:15 2. «What You Were» - 3:41 3. «Waltzing Back» (live) - 4:02 4. «Pretty» (live) - 2:09 Sencillo en CD, edición especial 1. «Not Sorry» (live) - 4:37 2. «Wanted» (live) - 2:00 3. «Dreams» (live) - 4:10 4. «Liar» (live) - 3:17 - Nota: las 4 canciones fueron grabadas en directo en 1993 en Record Plant, Los Ángeles Sencillo en CD de dos pistas en Canadá 1. «Dreams» - 4:15 2. «Linger» - 4:34 | Sencillo en CD de una pista en Estados Unidos y España 1. «Dreams» - 4:15 Vinilo de 7" en Reino Unido y casete en Estados Unidos y Australia 1. «Dreams» - 4:15 2. «What You Were» 3:41 Casete en Reino Unido y Europa Lado A 1. «Dreams» - 4:15 2. «What You Were» - 3:41 Lado B 1. «Dreams» - 4:15 2. «Liar» - 2:21 VHS promocional en Reino Unido 1. «Dreams» - 4:15 |

## Posicionamiento en las listas
| País           | Lista (1994)                       | Puesto |
| -------------- | ---------------------------------- | ------ |
| Australia      | Australian ARIA Singles Chart      | 30     |
| Canadá         | Canada Top Singles                 | 27     |
| Canadá         | Canada Adult Contemporary          | 25     |
| Escocia        | Scottish Singles and Albums Charts | 31     |
| Irlanda        | Irish Singles Chart                | 9      |
| Reino Unido    | UK Singles Chart                   | 27     |
| Estados Unidos | US Billboard Hot 100               | 42     |
| Estados Unidos | US Billboard Alternative Songs     | 15     |
| Estados Unidos | US Billboard Mainstream Top 40     | 33     |

| País           | Lista (2018)                | Puesto |
| -------------- | --------------------------- | ------ |
| Irlanda        | Irish Singles Chart         | 24     |
| Italia         | FIMI                        | 59     |
| Polonia        | Polish Airplay Top 100      | 75     |
| Suiza          | Schweizer Hitparade         | 77     |
| Estados Unidos | US Billboard Digital Songs  | 16     |
| Estados Unidos | US Billboard Hot Rock Songs | 7      |

## Ventas y certificaciones
| País        | Organismo certificador | Certificación | Ventas  |
| ----------- | ---------------------- | ------------- | ------- |
| Italia      | FIMI                   | Oro           | 35 000  |
| Reino Unido | BPI                    | Plata         | 200 000 |

## Créditos
| The Cranberries - Dolores O'Riordan - voz principal, coros - Noel Hogan - guitarra eléctrica - Mike Hogan - bajo - Fergal Lawler - batería Músicos adicionales - Mike Mahoney - voces adicionales | Técnicos - Stephen Street - producción, ingeniero de sonido - Aiden McGovern - ingeniero de sonido |

## Versiones de otros artistas
Una versión en cantonés de la canción, Dream Lover, con coros hechos por la misma Dolores O'Riordan, fue un sencillo de éxito para la cantante china Faye Wong, incluida en su álbum de 1994 Random Thoughts. Más tarde, Wong la grabó en chino mandarín en su álbum Sky. Fue incluida en la aclamada película Chungking Express, la cual fue coprotagonizada por Wong. Sus versiones se emitieron durante bastante tiempo en los medios de comunicación chinos.
Otra versión fue la del trío Dario G, bajo el título Dream to Me.
El grupo Passion Pit interpretó una versión en el festival Big Day Out (2010) y se incluye como un tema extra en la versión relanzada de su primer álbum de estudio, Manners.
Fue versionada por la cantante pop japonesa Mami Kawada en su álbum de 2010 Linkage.
En 2020 la cantante mexicana Irán Castillo presentó su versión de este tema junto a su hermana Mónica Castillo.
En 2024 Jonas Brothers interpretó la canción durante su paso por Belfast en la gira Jonas Brothers: Five Albums. One Night. The World Tour. La grabación de este tema fue lanzada en 2025 en el álbum en vivo Live from the O2 London.

## Apariciones en otros medios
En el drama The Ice Cream Girls del canal de televisión británico ITV, el personaje Poppy (interpretado por Holli Dempsey y Jodhi May) escucha este tema en 1996 y 2013.
En Chile, la canción fue usada por la cadena de televisión Canal 13, en 2008, para el anuncio del informativo Teletrece.
En 2011, en una película estadounidense de cine independiente, Sound of My Voice, el personaje Maggie, interpretado por Brit Marling, canta este tema.

## Bandas sonoras

### Películas
- Chungking Express (1994)
- Un regalo para papá (1994)
- El nuevo Karate Kid (1994)
- Boys on the Side (1995)
- Misión Imposible (1996)
- You've Got Mail (1998)
- Shot Through the Heart (1998)
- The Baby-Sitters Club  (solo en el avance promocional) (1995)
- La sonrisa de Mona Lisa (solo en el avance promocional) (2003)
- Sound of My Voice (2011)
- The To Do List (2013)
- Jefa por accidente (2018)
- Madame Web (2024)

### Series de televisión
- My So-Called Life, temporada 1, episodio 3 (1995)[58]
- Being Erica, temporada 3, episodio 3, episodio: "Two Wrongs" (2010)[59]
- Beverly Hills, 90210, temporada 5, episodio 24, episodio: "Unreal World" (1995)[60]
- JAG, cuarta temporada, episodio: "Yeah, Baby".
- Derry Girls, temporada 1, episodio 6 (2018).

### Telenovelas
- Borrón y cuenta nueva, episodio 1 (Chile, 1998)